# Cratere Echt
Echt  è un cratere sulla superficie di Marte.